# Trump Tower
À ne pas confondre avec les deux autres gratte-ciel de New York Trump World Tower et Trump Building
Pour le gratte-ciel de Chicago, voir Trump International Hotel and Tower (Chicago).
La Trump Tower est un gratte-ciel de 58 étages (le dernier étant numéroté 68), situé au 725 de la Cinquième avenue, au croisement de la 56e rue dans l'arrondissement de Manhattan à New York, aux États-Unis.
Dessinée en 1981 par Der Scutt, du cabinet d'architectes Swanke Hayden Connell Architects, sur une commande du magnat de l'immobilier Donald Trump, ainsi que de la compagnie d'assurance Equitable Life (renommée AXA Equitable Life Insurance Company à la suite de son rachat par AXA), la tour ouvre ses portes le 30 novembre 1983.
Elle est désormais propriété de la Trump Organization dont elle est le siège. Elle abrite également à son sommet le penthouse qui servait de résidence principale à Donald Trump avant son installation à la Maison-Blanche.

## Histoire

### Avant la Trump Tower: le Steward & Company building
La Trump Tower est construite sur le site de l'ancienne boutique phare de Bonwit Teller, un grand magasin de luxe fondé en 1895 qui fait faillite en 1990. L'édifice était reconnu pour son architecture Art déco, construit en 1929 pour la maison de luxe féminine « Stewart & Company » par les architectes Whitney Warren et Charles Wetmore, et inauguré le 16 octobre 1929, quelques jours avant le grand krach boursier. L'immeuble est racheté par Bonwit Teller en avril 1930 et ouvre de nouveau en novembre de la même année, après des travaux de réaménagement intérieurs et le remaniement du décor du porche d'entrée monumental par l'architecte Ely Jacques Kahn. L'immeuble se distinguait par son élévation en « ziggurat » caractéristique de l'entre-deux guerres.
Au sommet de la façade principale, deux bas-reliefs du sculpteur René Paul Chambellan représentaient deux danseuses nues agitant des voiles (ils furent détruits lors de la destruction du bâtiment par Donald Trump, malgré un projet d'achat par le Metropolitan Museum de New York). Donald Trump rachète le bâtiment en 1979, avec l'intention de construire le « premier gratte-ciel de super-luxe » de la ville (first super-luxury high rise). The Trump Organization rase la boutique de la Cinquième Avenue, 56e Street, et lance l'érection de la tour.

### Construction
Au début des années 1980, l'économie américaine est cependant encore convalescente et Donald Trump doit massivement s'endetter pour financer la construction.
Barbara Res, habituée des projets de Trump, est le cadre dirigeant de HRH Construction, chargée du chantier. À cette époque, Barbara Res est une des premières femmes à superviser un chantier de cette envergure à New York. Les coûts de construction sont évalués à cent millions de dollars.

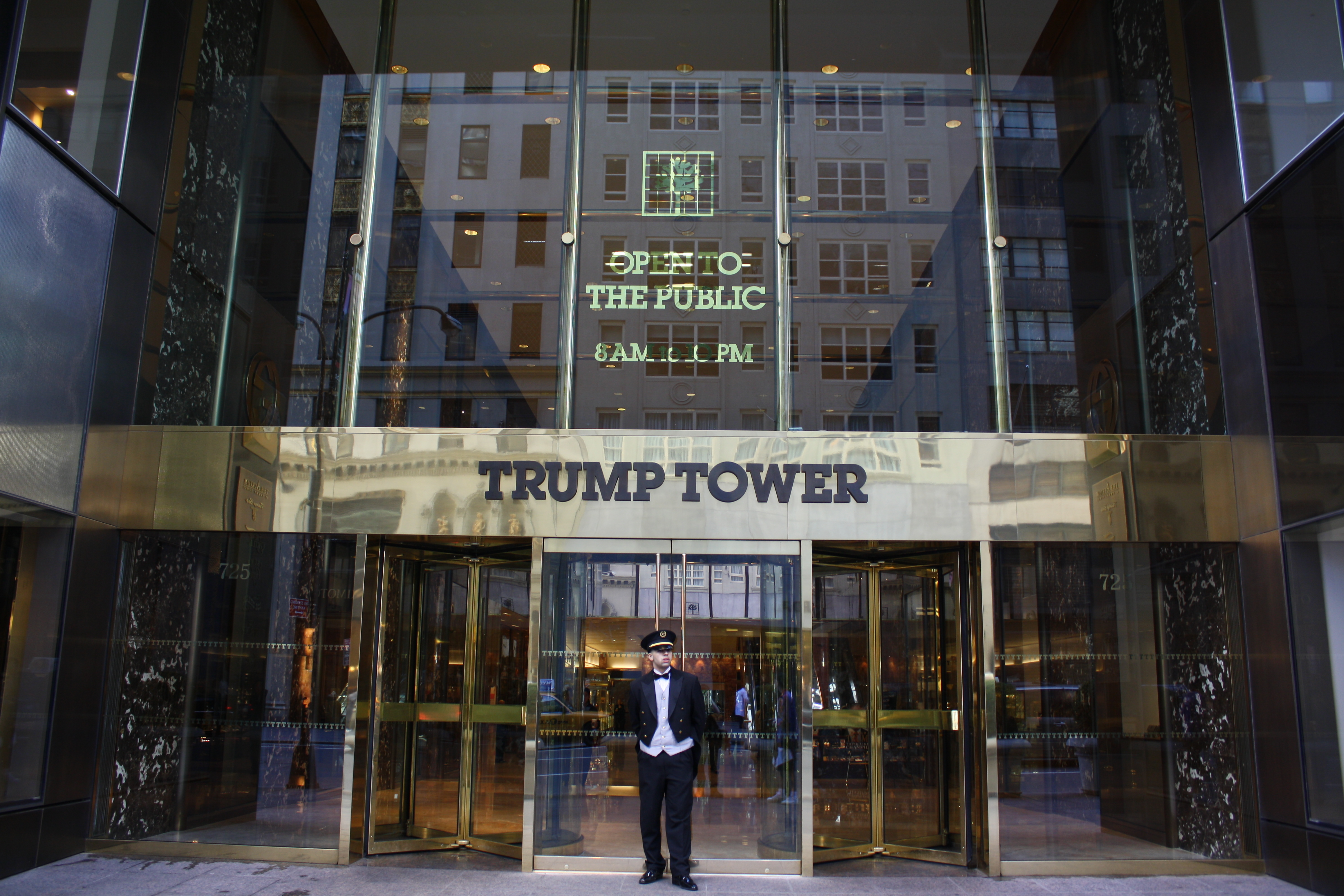
Entrée principale de la Trump Tower.

La tour est située dans un district particulier qui couvre la Cinquième Avenue entre les 38e et 58e rues. Il n'est pas autorisé de construire un gratte-ciel de cette hauteur dans cette zone, mais les plans sont tout de même approuvés par la municipalité, en partie en raison de sa multifonctionnalité, avec des boutiques, des bureaux, et des unités résidentielles. The Trump Organization construit en outre un pont aérien vers le côté est pour se connecter avec la Tour IBM, 590, Madison Avenue, et rachète les droits de dépassement aériens du magasin voisin, vitrine phare de Tiffany & Co., pour cinq millions de dollars.
L'atrium central de cinq étages, pensé comme un « espace public », selon les codes de l'époque, donne le droit à The Trump Organization de construire une tour plus grande. Un jardin en terrasse était aussi prévu dans les plans validés. Le gratte-ciel est lors de sa construction le seul à proposer son propre espace de vente.
Selon les plans d'origine, la tour doit avoir soixante étages, se décomposant en treize de bureaux, quarante de copropriété, deux de machines, mais ces deux derniers furent repensés. Pourtant, sur le plan final, on compte 26 étages de bureaux à la base, puis 39 étages en copropriétés. Lorsque la tour est finalement dévoilée, en 1983, elle a 58 étages, dont le dernier est numéroté « 68 »,.

## Architecture
La Trump Tower, avec ses 58 étages et 202 mètres d'altitude, est le 80e plus haut édifice de New York. Son architecte est Der Scutt, du cabinet d'architectes international Swanke Hayden Connell Architects. Il est construit en béton armé, une structure interne de murs de contreventement. Au moment de son inauguration c'est le plus haut édifice de ce type de la métropole. La structure de 28 faces, avec une façade en accordéon permet d'augmenter la surface vitrée. Une plateforme en poutres à treillis, similaire à celui utilisé sur la Trump World Tower, relie sur le toit les colonnes extérieures avec la colonne vertébrale en béton. Cette technique permet d'augmenter les dimensions réelles de la structure interne et d'augmenter en conséquence la résistance au vent, tremblements de terre et impacts perpendiculaires à la hauteur de la tour.
L'entrée principale du gratte-ciel est situé sur la Cinquième Avenue mais une entrée plus discrète est ouverte sur la 56e rue, pour « usage privé » (il s'agit de l'entrée permettant d'accéder aux appartements de la copropriété). Les espaces publics sont recouverts de Breccia Pernice, un marbre rosé à veines blanches. Quatre ascenseurs dorés donnent accès aux étages supérieurs. Un autre conduit directement au penthouse de Donald Trump, luxueux appartement triplex dont il a fait sa résidence principale. Le dernier niveau est numéroté no 68, alors qu'il n'y a que 58 étages en réalité.
Un reporter du New York Times note en 1982 que l'architecture tout en reflets de la Trump Tower contraste avec la tour voisine de AT&T Building, aujourd'hui Sony Tower, de style postmoderne. D'autres ont décrit la tour comme « ridiculeusement pompeuse », « tape-à-l'œil, même prétentieuse ». Rares sont les critiques à trouver un quelconque charme à son atrium central.

## Locataires et résidents notables

### Locataires et résidents actuels
- Donald Trump (et sa famille), magnat de l'immobilier, animateur de télévision et président des États-Unis[15] (penthouse au sommet de la tour[16]) ;
- Siège de The Trump Organization, immobilier, divertissement et construction (26e étage[17]) ;
- Magasin amiral de Gucci, maroquinerie de luxe (devanture au rez-de-chaussée) ;
- Siège de la CONCACAF, organisme regroupant, sous l'égide de la FIFA, les fédérations de football du continent nord-américain, de l'isthme centre-américain et des Caraïbes (17e étage[18]) ;
- Cristiano Ronaldo, footballeur portugais[19],[20] ;
- José Maria Marin, ancien président de la Confédération brésilienne de football[21].

### Anciens locataires et résidents
- Chuck Blazer, ancien président de la CONCACAF (49e étage[18]) ;
- Mutaib ben Abdulaziz Al Saud, prince membre de la famille royale saoudienne[22] ;
- Jean-Claude Duvalier, ancien président de la république d'Haïti[23] ;
- Andrew Lloyd Webber, compositeur britannique[19],[22] ;
- Michael Jackson, chanteur américain (63e étage, à l'été 1994[19]) ;
- Bruce Willis, acteur américain[24],[19] (il l'a cependant revendu après deux ans de travaux sans jamais l'avoir habité[5]) ;

### Autres
- Paul Anka, chanteur[5]
- Steven Spielberg, réalisateur[5]

Dans son livre The Art of the Deal, Donald Trump écrit que dès l'ouverture de la tour, « on a vu très tôt arriver une vague de Français, à cause de l'élection de François Mitterrand, un homme dangereux, car il est non seulement socialiste, mais il vend au plus offrant de la technologie nucléaire ». La Trump Tower accueille au fur et à mesure également des personnalités fortunées originaires du Japon, de Russie ou encore d'Inde.

### Penthouse de Donald Trump
La Trump Tower a été la résidence principale de son propriétaire Donald Trump jusqu'à l'installation de ce dernier à la Maison-Blanche en 2017.
La valeur du penthouse est estimée en 2016 à 100 millions de dollars, ce qui en fait le deuxième appartement résidentiel privé le plus cher de New York, après le penthouse de l'hôtel Pierre sur la Ve Avenue également, et dont la valeur frôle les 125 millions de dollars.
L'intérieur du penthouse, d'une surface de 1 022 m2 (11 000 sq ft) sur trois niveaux, est décoré de façon luxueuse avec une porte d'entrée qui, selon un article du Figaro immobilier, serait « faite d'or et de diamants »  et ouvrant sur un appartement comprenant des colonnes en marbre avec des moulures dorées à la feuille 24 carats et des scènes de la mythologie grecque représentées au plafond. Dans le grand salon de réception se trouvent des vases grecs, une statue moderne d’Éros et Psyché et un tableau représentant Apollon guidé sur son char par Aurore — la décoration intérieure a été confiée à l'Italien Angelo Donghia (en). Le salon principal comporte une fontaine en marbre.

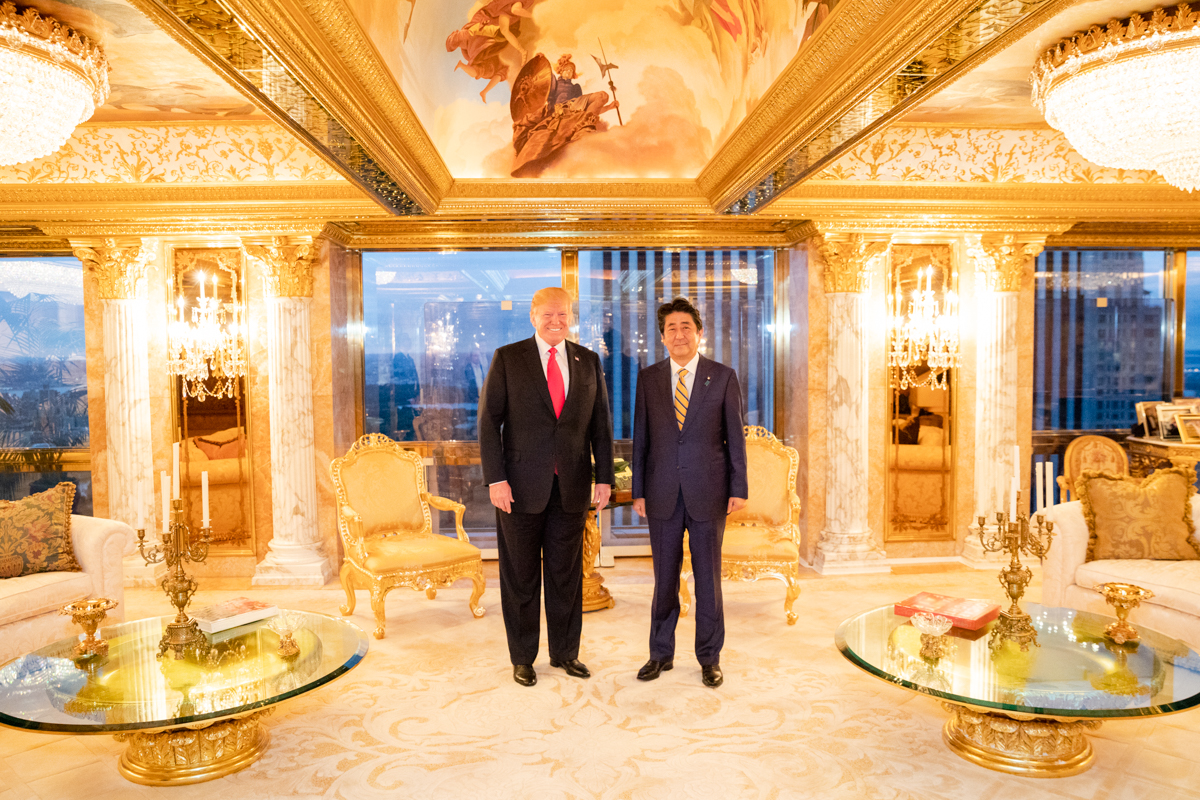
Donald Trump et Shinzo Abe dans le penthouse en 2018.

Selon la description faite par Ivana Trump le premier niveau du penthouse comporte le salon, la salle à manger, les salles de divertissement et la cuisine. Le deuxième niveau comporte un vide donnant sur la salle à manger ainsi que la chambre de Donald Trump et la salle de bain. Enfin le troisième niveau abrite les chambres des enfants de Donald Trump, celles des femmes de chambre et les chambres pour les invités.
Parmi les tableaux, on peut remarquer un ensemble de portraits de la famille Trump ainsi qu'une reproduction de La Loge, œuvre de Renoir, placée dans le bureau de Melania Trump dont l'original est conservé à l'Institut Courtauld de Londres.
Forbes évalue le penthouse à 64 millions de dollars en 2022.

## Dans la culture populaire
Une photographie de la Trump Tower, avec une voiture de police circulant à sa base, sert de jaquette au jeu vidéo Grand Theft Auto (1997). Le gratte-ciel a également inspiré l'architecture de deux versions de la ville de Liberty City, représentation fictive de New York dans la série vidéoludique de Rockstar Games. Ainsi, dans le Liberty City de l'univers 3D (utilisé pour Grand Theft Auto III en 2001, Advance en 2004 et Liberty City Stories en 2005), un bâtiment reprenant les formes de la tour new-yorkaise et appelé Morningstar Building se trouve au sud-est de l'île de Staunton. De même, dans l'univers HD (Grand Theft Auto IV en 2008, The Lost and Damned, Chinatown Wars et The Ballad of Gay Tony en 2009), une reproduction plus fidèle prend place à l'est de l'île d'Algonquin, baptisée Cleethorpes Tower et appartenant à une riche famille du même nom.
À la télévision, l'immeuble apparaît dans l'émission de télé-réalité The Apprentice sur NBC, présentée entre 2004 et 2015 par Donald Trump ; les candidats prennent place notamment dans les suites du bâtiment et l'un d'eux est « viré » à la fin de chaque épisode dans la salle de réunion,.
La Trump Tower est également présente au cinéma : la base de la tour apparaît brièvement dans le film SOS Fantômes 2 (1989), lorsque la statue de la Liberté déambule dans les rues de Manhattan ; des prises de vue de son entrée ont également été réalisées pour The Dark Knight Rises (2012) afin de conceptualiser le quartier général de la société de Bruce Wayne, Wayne Enterprises, dans la ville fictive de Gotham City,. La Trump Tower apparaît également dans le film Le Loup de Wall Street ainsi qu'à la fin de l'épisode 10, deuxième partie, de la série Netflix Blacklist.

## Élection présidentielle américaine de 2016 et conséquences

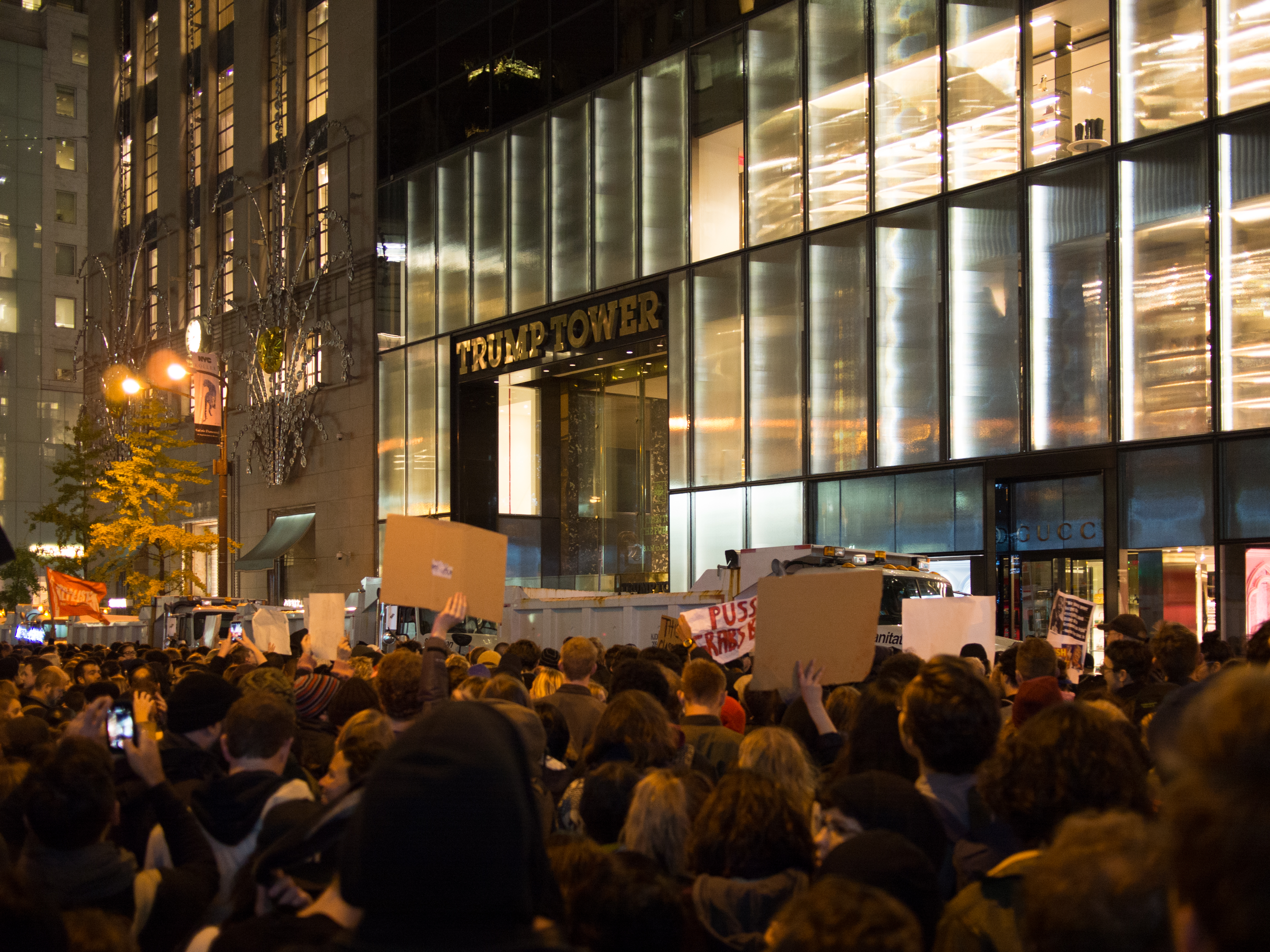
Mouvement de protestation au pied de la tour, à la suite de l'élection de Donald Trump comme président des États-Unis, en novembre 2016.

Le 16 juin 2015, Donald Trump annonce lors d'un rassemblement au rez-de-chaussée de la tour sa candidature aux prochaines primaires républicaines,,. Le gratte-ciel devient alors le quartier général de sa campagne pour cette échéance électorale, puis pour l'élection présidentielle américaine de 2016, après s'être vu investi candidat du parti,,.
C'est d'ailleurs à cet endroit, le 8 novembre 2016, qu'il apprend son élection à la tête du pays ; la sécurité à la base de la tour est pour l'occasion renforcée, en particulier avec la circulation coupée dans les rues et avenues avoisinantes, des blocs de béton et des camions bennes remplis de sable pour faire barrage, ainsi qu'une importante présence policière,,. En tant que président élu, Trump travaille par la suite dans le gratte-ciel à la constitution de sa future administration et à la transition avec le président sortant, Barack Obama,.
Son élection provoque par ailleurs différents mouvements de protestation les jours suivants dans de nombreuses villes américaines et devant les bâtiments appartenant au milliardaire, notamment la Trump Tower de Manhattan,,,.
Alors que traditionnellement les présidents des États-Unis résident tout au long de leur mandat à la Maison-Blanche à Washington D.C., Trump émet le souhait de pouvoir revenir séjourner régulièrement dans sa tour new-yorkaise, notamment les week-ends,, ce qui devrait renforcer davantage les mesures de sécurité concernant l'immeuble après son investiture le 20 janvier 2017.
Le 13 avril 2017, 25 membres de Rise and Resist sont arrêtés parce qu'ils protestent contre la politique migratoire de Donald Trump à l'intérieur de la Trump Tower.
Le 9 juillet 2020, durant un important mouvement social national antiraciste, un immense Black Lives Matter est peint par des militants en lettres géantes jaunes devant la Trump Tower, à l'initiative du maire démocrate de la ville Bill de Blasio, et avec la participation de la figure de la lutte pour la justice raciale le révérend Al Sharpton, en raison de l'opposition du président Donald Trump aux manifestants antiracistes.

## Galerie

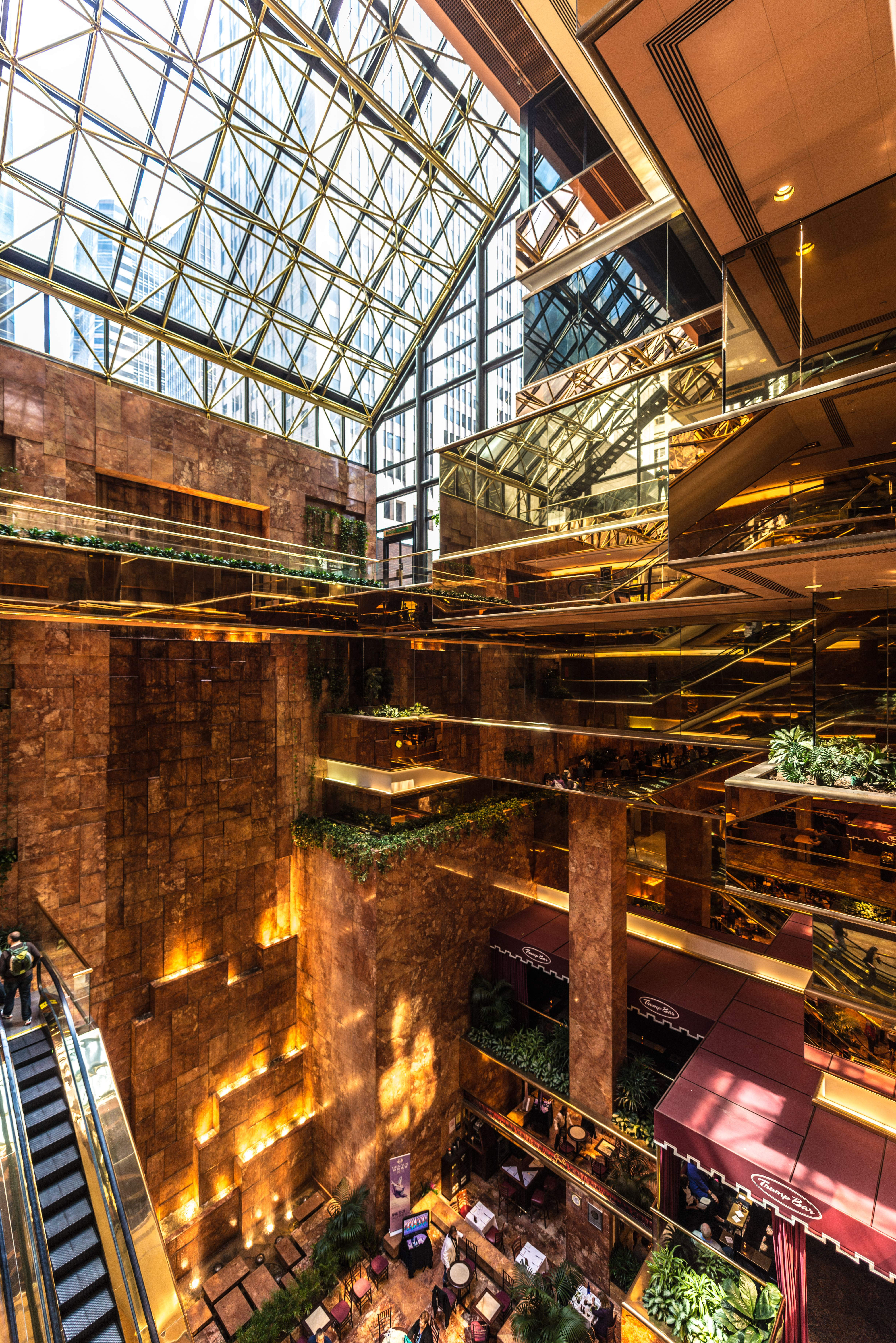
Vue de l'atrium depuis l'étage le plus haut.
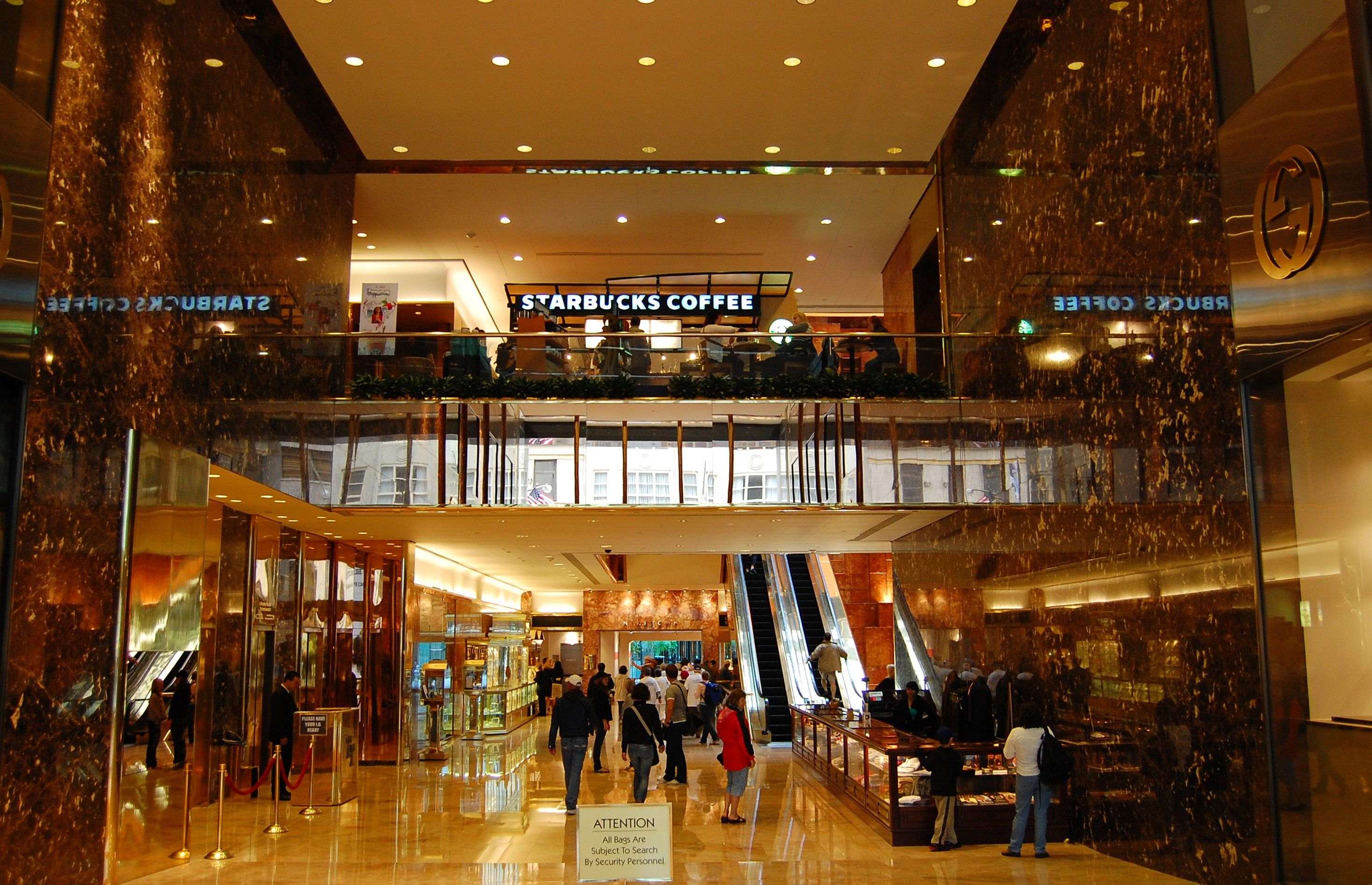
Vue du hall d'entrée.
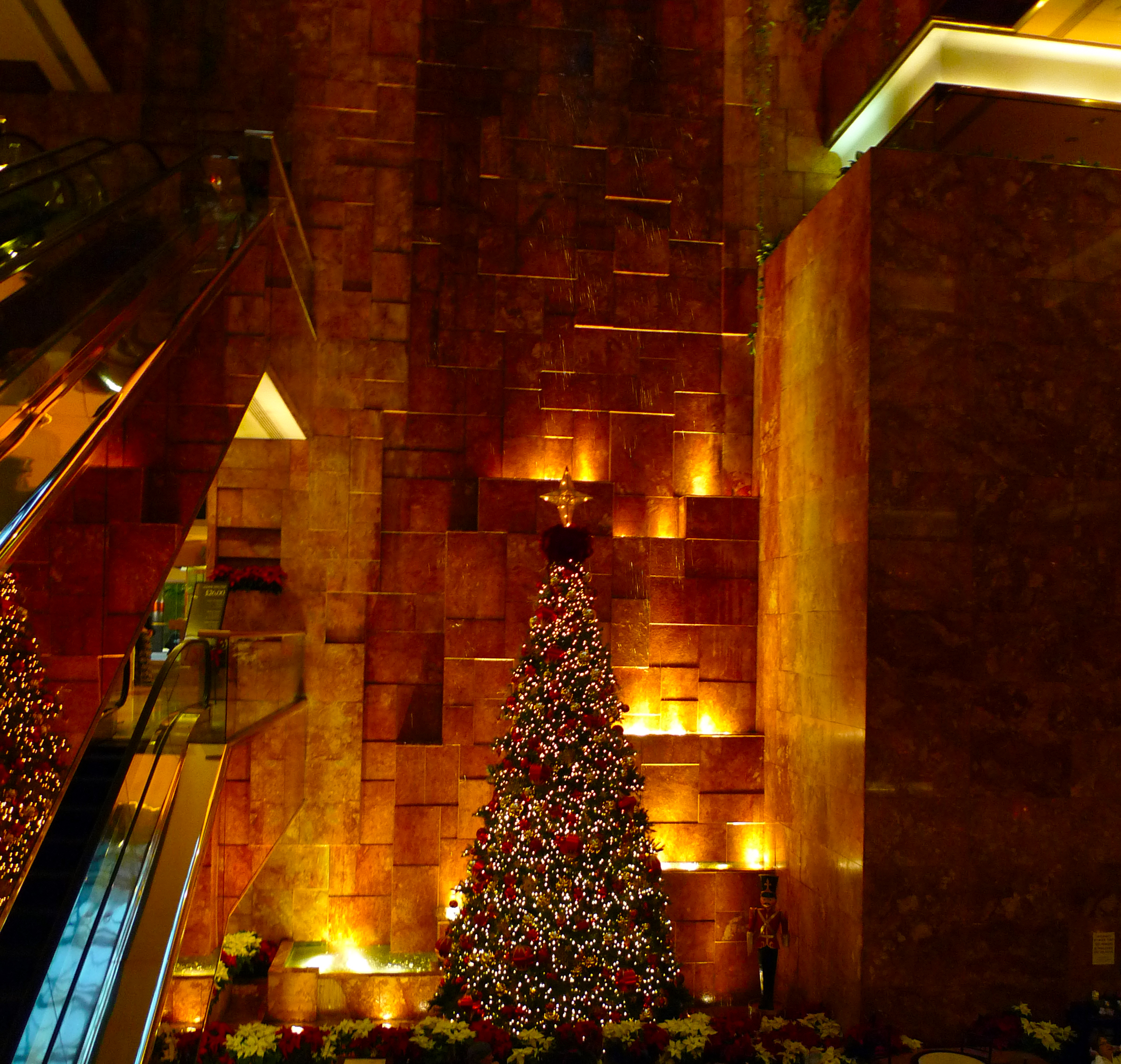
L'atrium à Noël et la cascade.
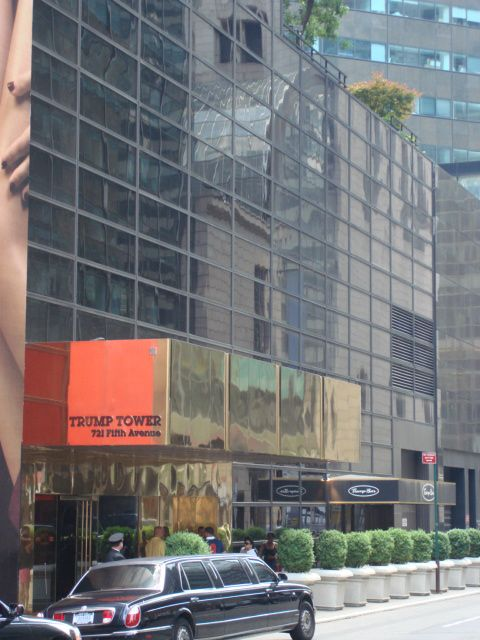
L'entrée sud de la tour (accès aux appartements).
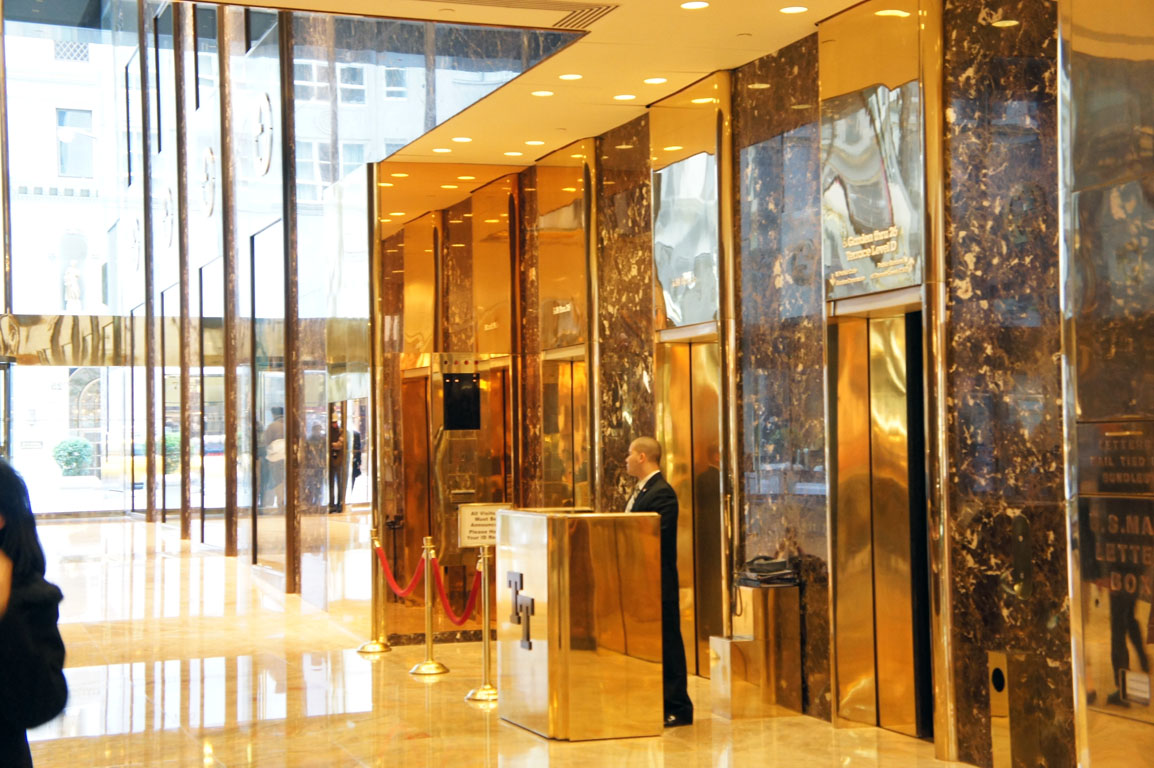
Les ascenseurs accédant aux bureaux et au penthouse.
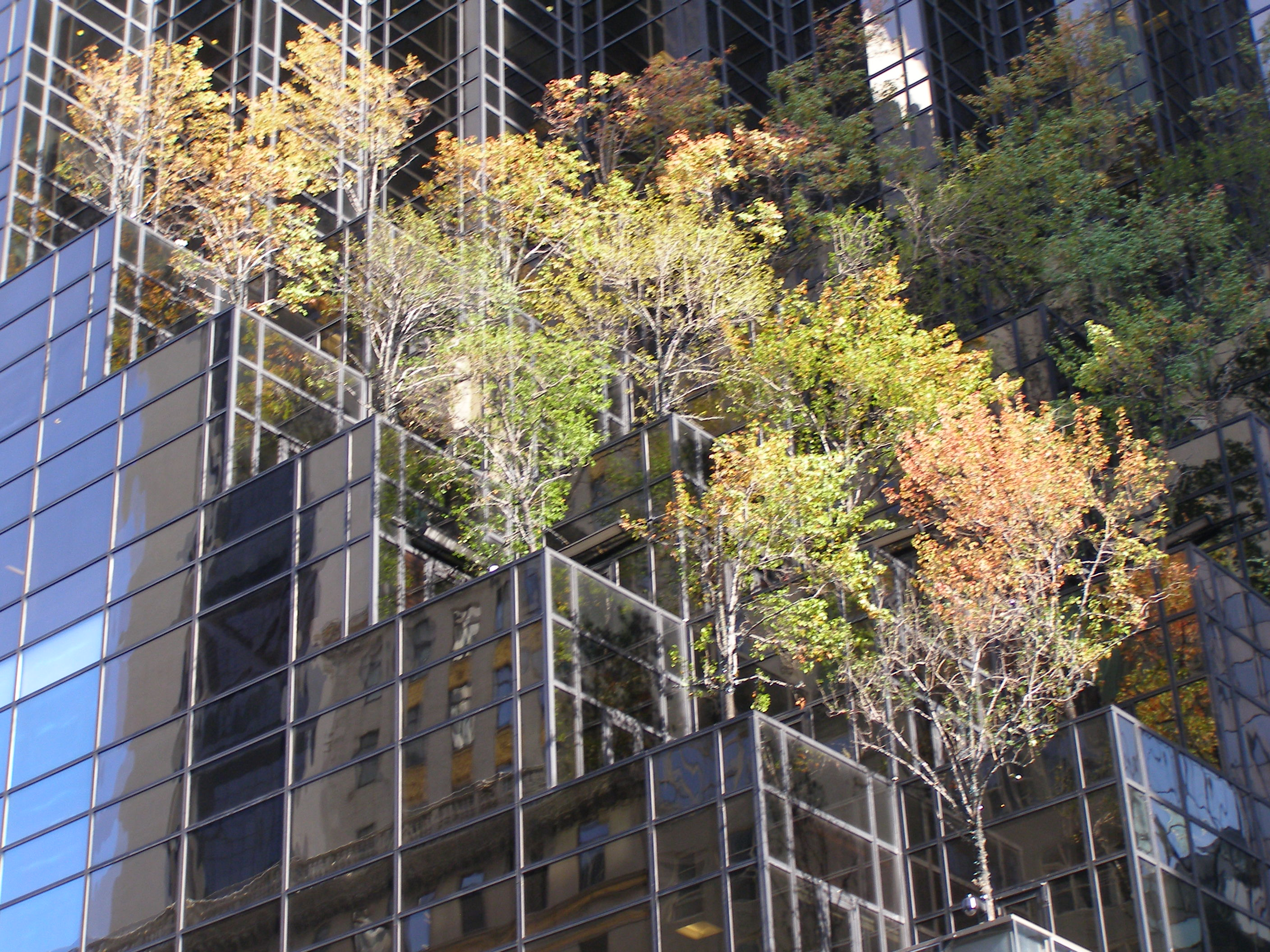
Les terrasses extérieures.